# Estoria del Cid
La estoria del Cid (c. 1270-1289) es un conjunto de materiales narrativos que aparecen en la Versión sanchina de la Estoria de España alfonsí (llamada así o Crónica amplificada de 1289 por haber sido elaborada en el reinado de Sancho IV de Castilla) y cuentan la historia de Rodrigo Díaz el Campeador combinando prosificaciones del Cantar de mio Cid (en una copia similar a la que se nos ha conservado que manejó el escritorio de Alfonso X el Sabio hacia 1270), una crónica árabe del dominio del Campeador sobre Valencia contemporánea a los hechos, que se atribuía a Ibn Alqama, pero actualmente se considera debida a Ibn al-Farağ (según nos transmiten distintos manuscritos de la Estoria de España, que inician este texto como «diz Abenfarax en su arávigo, onde esta estoria fue sacada...» o «Segunt cuenta la estoria que compuso Abenalfarax, sobrino de Gil Díaz, en Valencia...»), y relatos de cariz hagiográfico sobre los últimos años del Cid que se desarrollaron en torno al monasterio de Cardeña desde el siglo XIII conocidos como Leyenda de Cardeña.
Se ha postulado que los materiales que componen la estoria del Cid formaron un texto independiente, una Estoria del Cid, a la que remitiría el comienzo de esta sección de las crónicas alfonsíes, que reza «cuenta la estoria d'este noble varón el Cid Ruy Díaz el Campeador, señor que fue de Valencia, e dize assí», pero no hay seguridad de que tuviera una existencia autónoma. En  todo caso esta estoria no utiliza la Historia Roderici —que es la fuente considerada principal para el conocimiento de la biografía de Rodrigo Díaz—, y será base de compilaciones cronísticas posteriores, como la Crónica de Castilla (c. 1300), la Crónica de 1344 y la Crónica particular del Cid (1512).